# Nowe (gemeente)
De gemeente Nowe is een stad- en landgemeente in het Poolse woiwodschap Koejavië-Pommeren, in powiat Świecki.
De zetel van de gemeente is in Nowe.
Op 30 juni 2004 telde de gemeente 10 770 inwoners.

## Oppervlakte gegevens
In 2002 bedroeg de totale oppervlakte van gemeente Nowe 106,36 km², waarvan:
- agrarisch gebied: 59%
- bossen: 26%

De gemeente beslaat 7,22% van de totale oppervlakte van de powiat.

## Demografie
Stand op 30 juni 2004:
| Omschrijving                   | Totaal | Totaal | Vrouwen | Vrouwen | Mannen | Mannen |
| ------------------------------ | ------ | ------ | ------- | ------- | ------ | ------ |
| eenheid                        | aantal | %      | aantal  | %       | aantal | %      |
| inwoners                       | 10 770 | 100    | 5437    | 50,5    | 5333   | 49,5   |
| bevolkingsdichtheid (inw./km²) | 101,3  | 101,3  | 51,1    | 51,1    | 50,1   | 50,1   |

In 2002 bedroeg het gemiddelde inkomen per inwoner 1264,68 zł.

## Administratieve plaatsen (sołectwo)
Bochlin, Gajewo, Mały Komorsk, Mątawy, Milewko, Morgi, Osiny, Rychława, Tryl, Zdrojewo.

## Aangrenzende gemeenten
Dragacz, Gniew, Grudziądz, Osiek, Sadlinki, Smętowo Graniczne, Warlubie